# Svenska Akademiens stipendium till postdoktorala språkforskare
Svenska Akademiens stipendium till postdoktorala språkforskare är ett stipendium som inrättades 2002 och som delas ut årligen som stöd och belöning till två yngre språkforskare för bidrag till "kännedomen om svenska språket". Stipendiet hette till och med 2009 Svenska Akademiens stipendium till yngre språkforskare. Stipendiebeloppet är 50 000 kronor per person.

## Mottagare
- 2002 Inger Lindell och Bo-A. Wendt
- 2003 Anna-Malin Karlsson och Benjamin Lyngfelt
- 2004 Ellen Bijvoet och Saara Haapamäki
- 2005 Ulla Stroh-Wollin och Per Holmberg
- 2006 Henrik Rosenkvist och Elzbieta Strzelecka
- 2007 Petra Bodén och Erik Magnusson
- 2008 Patrik Larsson och Gudrun Rawoens
- 2009 David Håkansson och Susanna Karlsson
- 2010 Maia Andreasson och Ida Larsson
- 2011 Susanne Haugen och Sara Myrberg
- 2012 Johan Brandtler och Andreas Nord
- 2013 Ann Blückert och Rudolf Rydstedt
- 2014 Vladimir Naydenov och Mikael Roll
- 2015 Steffen Höder och Julia Prentice
- 2016 Rickard Melkersson och Gustaf Skar
- 2017 Karin Helgesson och Memet Aktürk-Drake
- 2018 Karin Hagren Idevall och Alexandra Petrulevich
- 2019 Sofia Pereswetoff‑Morath och Alessandro Palumbo[3]
- 2020 inget stipendium delades ut
- 2021 Lisa Loenheim och Nathan Young[4]
- 2022 inget stipendium delades ut
- 2023 Gunnar Norrman och Sandy Åkerblom[5]
- 2024 Filippa Lindahl och Adrian Sangfelt[6]